# Comunità territoriale di Pidhorodne
La Comunità territoriale urbana di Pidhorodne (in ucraino Підгородненська міська громада?) è una hromada ucraina, situata nel distretto di Dnipro e nell'oblast' di Dnipropetrovs'k. Il suo centro amministrativo è la città di Pidhorodne.
L'area della comunità è di 225,51 km², e la popolazione è di 23 975 abitanti (dato del 2020).

## Suddivisioni

### Città
- Pidhorodne

### Villaggi
- Chutoro-Hubynycha
- Dmytrivka
- Peremoha
- Slas'ke